# Посадова-Могільська
Посадова-Могільська (пол. Posadowa Mogilska) — село в Польщі, у гміні Коженна Новосондецького повіту Малопольського воєводства.
Населення — 756 осіб (2011).
У 1975-1998 роках село належало до Новосондецького воєводства.

## Демографія
Демографічна структура станом на 31 березня 2011 року:
|          | Загалом | Допрацездатний вік | Працездатний вік | Постпрацездатний вік |
| -------- | ------- | ------------------ | ---------------- | -------------------- |
| Чоловіки | 380     | 102                | 244              | 34                   |
| Жінки    | 376     | 100                | 207              | 69                   |
| Разом    | 756     | 202                | 451              | 103                  |